# Вејн Хајтс (Пенсилванија)
Вејн Хајтс (енгл. Wayne Heights) насељено је место без административног статуса у америчкој савезној држави Пенсилванија.

## Демографија
По попису из 2010. године број становника је 2.545, што је 740 (41,0%) становника више него 2000. године.
| Група             | 2000.         | 2010.         |
| Белци             | 1.724 (95,5%) | 2.301 (90,4%) |
| Афроамериканци    | 20 (1,1%)     | 83 (3,3%)     |
| Азијати           | 36 (2,0%)     | 52 (2,0%)     |
| Хиспаноамериканци | 16 (0,9%)     | 70 (2,8%)     |
| Укупно            | 1.805         | 2.545         |